# Alegeri prezidențiale în Statele Unite ale Americii, 2008

Electori SUA

Alegerile prezidențiale din Statele Unite din anul 2008 au avut loc la 4 noiembrie 2008 și s-au încheiat cu victoria candidatului democrat Barack Obama în fața mai multor contracandidați, dintre care cel mai bine plasat a fost republicanul John McCain.
Președintele Statelor Unite este ales de un Colegiu Electoral, alăcătuit din 538 de electori. Pentru a fi ales, președintele are nevoie de 270 de voturi în Colegiul Electoral. Dacă niciun candidat nu întrunește această majoritate, atunci președintele este ales de Camera Reprezentanților, prin votul statelor.
Președintele ales în noiembrie 2008 va depune jurământul și își va începe mandatul pe data de 20 ianuarie 2009.

## Candidați

### Candidații Partidului Democrat

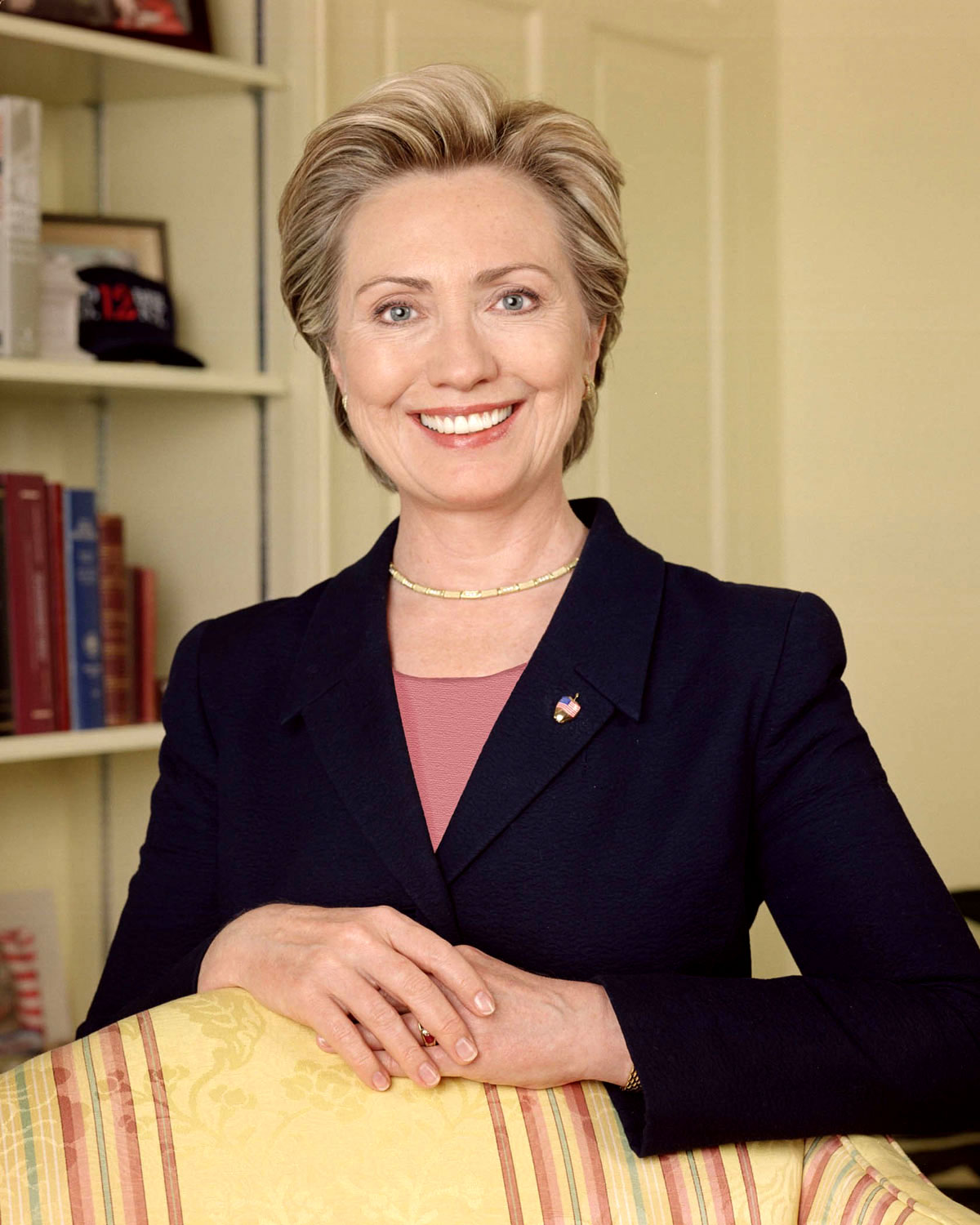
Hillary Clinton, senator de New York și fostă Primă Doamnă a Statelor Unite
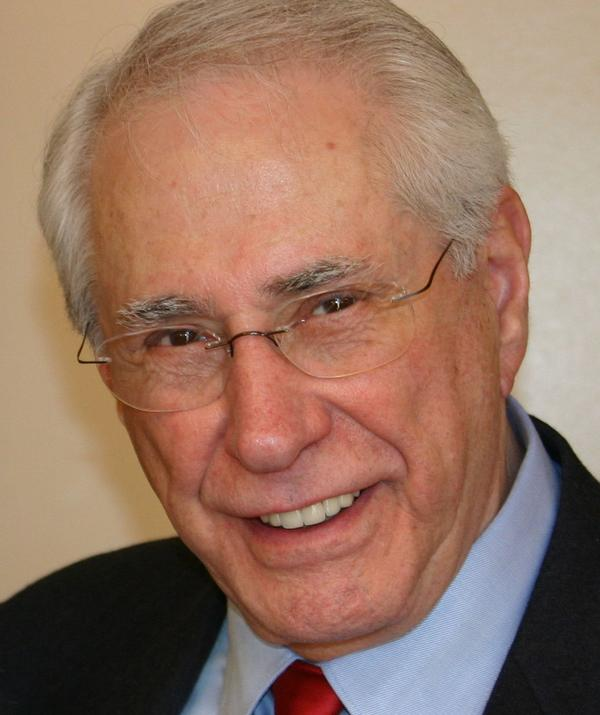
Mike Gravel, fost senator și fost reprezentant de Alaska
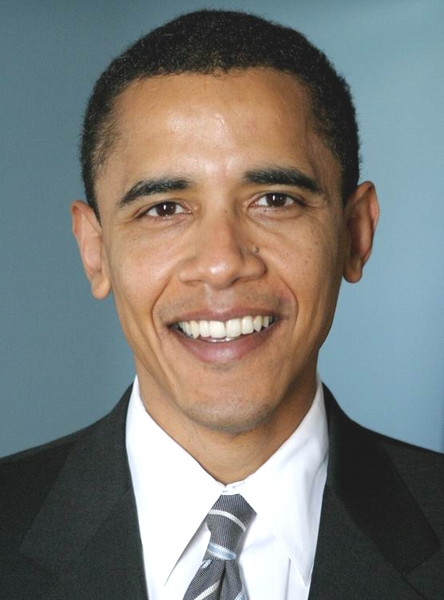
Barack Obama, senator de Illinois

### Candidații Partidului Republican

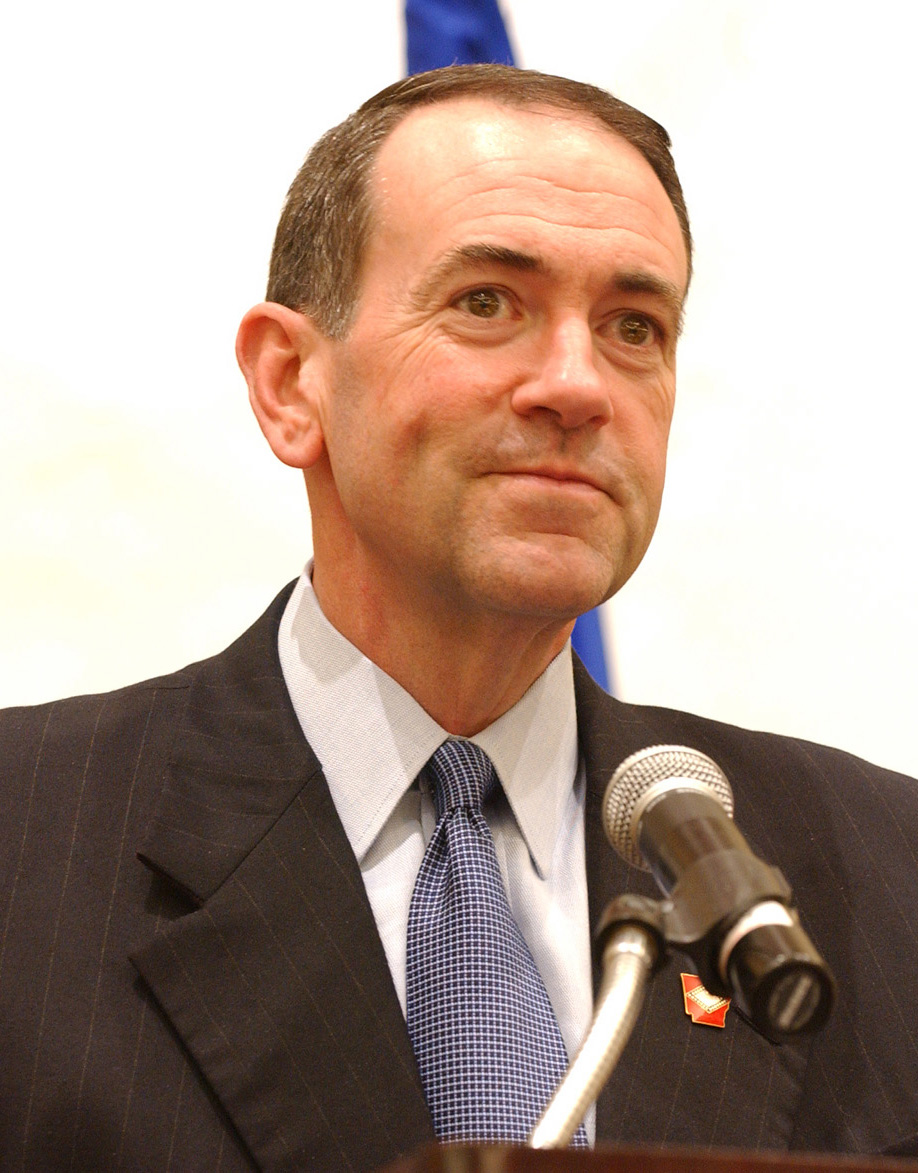
Mike Huckabee, fost guvernator de Arkansas
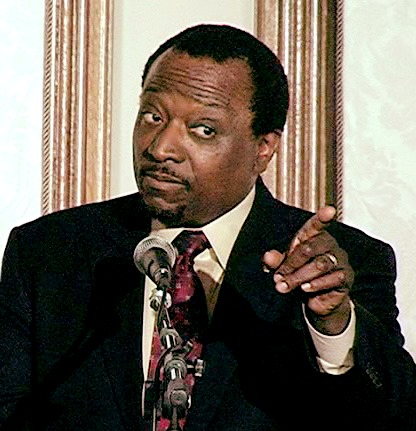
Alan Keyes, fost ambasador în Maryland
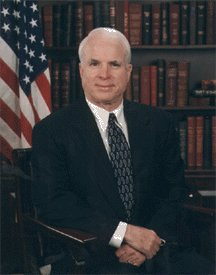
John McCain, senator de Arizona
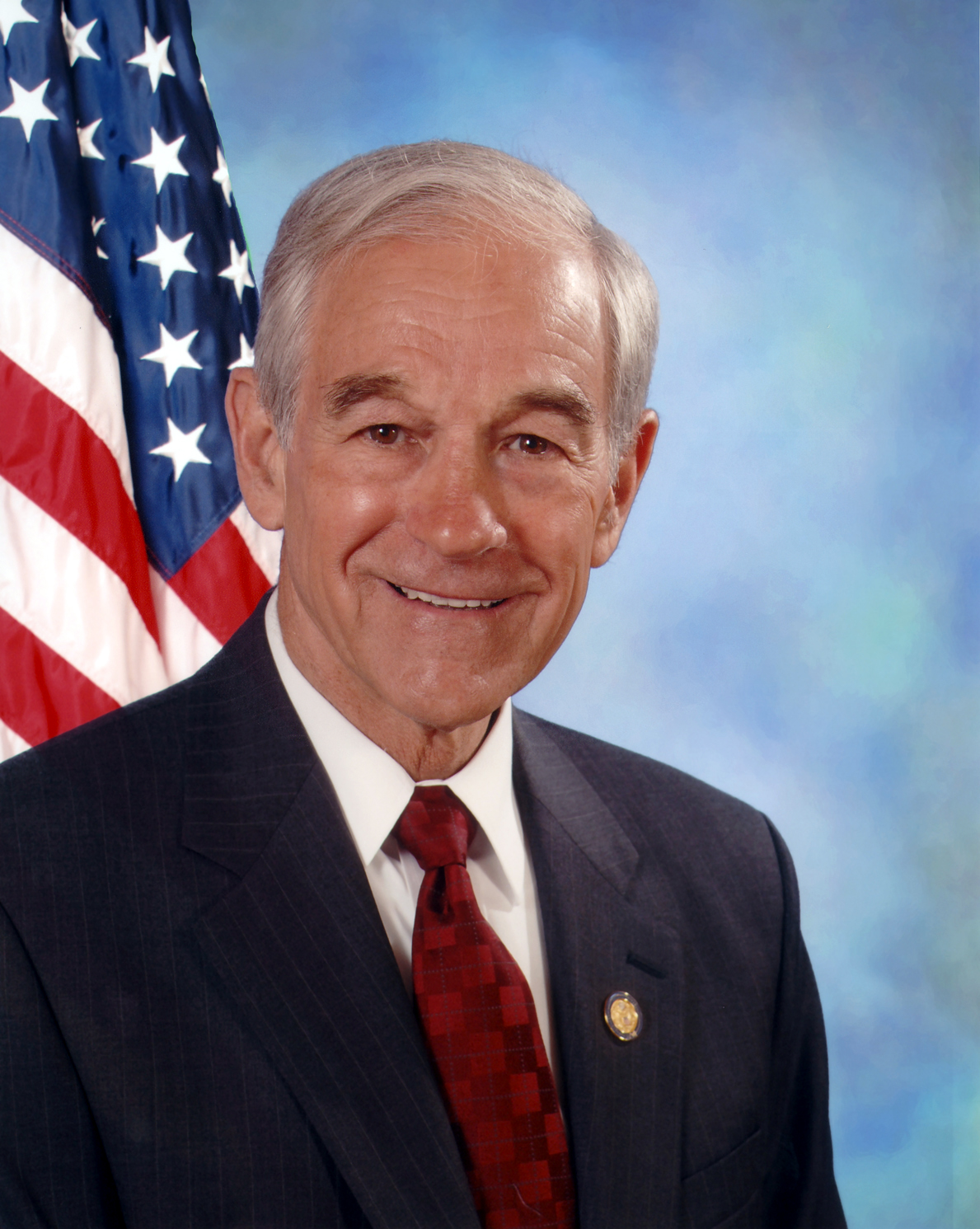
Ron Paul, reprezentant de Texas

## Alegeri primare, caucus
| Democrați: |  | Republicani: |
| Nr. total de delegați (estimat): 4.049 (2.025 pentru a câștiga) superdelegați: 796                                        |  | Nr. total de delegați (estimat): 2.380 (1.191 pentru a câștiga) superdelegați: 463                                                  |
| Nr.provizoriu de delegați (estimat) 1. Barack Obama: 1.157 (1.314) 2. Hillary Clinton: 1.012 (1.246) John Edwards: 26 (-) |  | Nr.provizoriu de delegați (estimat) 1. John McCain: 856 (882) 2. Mike Huckabee: 219 (222) 3. Ron Paul: 21 (21) Mitt Romney: 286 (-) |
| --- |  | --- |

| Dată                                                                                  | Stat                       | Delegați                                          | Democrați | Republicani |
| ------------------------------------------------------------------------------------- | -------------------------- | ------------------------------------------------- | --- | --- |
| 3 ianuarie 2008                                                                       | Iowa                       | Democrați: 45 delegați Republicani: 37 delegați   | 1. Barack Obama (38%) 16 2. John Edwards (30%) 14 3. Hillary Clinton (29%) 15 4. Bill Richardson (2%) 5. Joe Biden (1%)    | 1. Mike Huckabee (34%) 17 2. Mitt Romney (25%) 12 3. Fred Thompson (13%) 3 4. John McCain (13%) 3 5. Ron Paul (10%) 2 6. Rudolph Giuliani (4%) 7. Duncan Hunter (1%)    |
| 5 ianuarie și 10 mai 2008 - Republicani 8 martie 2008 - Democrați                     | Wyoming                    | Democrați: Republicani: 12 delegați               | | 1. Mitt Romney (67%) 8 2. Fred Thompson (25%) 3 3. Duncan Hunter (8%) 1                                                                                                 |
| 8 ianuarie                                                                            | New Hampshire              | Democrați: 22 delegați Republicani: 12 delegați   | 1. Hillary Clinton (39%) 9 2. Barack Obama (36%) 9 3. John Edwards (17%) 4 4. Bill Richardson (5%) 5. Dennis Kucinich (1%) | 1. John McCain (37%) 7 2. Mitt Romney (32%) 4 3. Mike Huckabee (11%) 1 4. Rudolph Giuliani (9%) 5. Ron Paul (8%) 6. Fred Thompson (1%)                                  |
| 15 ianuarie                                                                           | Michigan                   | Democrați: 0 delegați Republicani: 30 delegați    | 1. Hillary Clinton (55%) 0 2. Uncommitted (40%) 0 3. Dennis Kucinich (4%) 0 4. Christopher Dodd (1%) 0                     | 1. Mitt Romney (39%) 24 2. John McCain (30%) 5 3. Mike Huckabee (16%) 1 4. Ron Paul (6%) 0 5. Fred Thompson (4%) 0 6. Rudolph Giuliani (3%) 0                           |
| 19 ianuarie                                                                           | Nevada                     | Democrați: 25 delegați Republicani: 31 delegați   | 1. Hillary Clinton (51%) 12 2. Barack Obama (45%) 13 3. John Edwards (4%) 0                                                | 1. Mitt Romney (51%) 18 2. Ron Paul (14%) 4 3. John McCain (13%) 4 4. Mike Huckabee (8%) 2 5. Fred Thompson (8%) 2 6. Rudolph Giuliani (4%) 1 7. Duncan Hunter (2%) 0   |
| 19 ianuarie 2008 - Republicani 26 ianuarie 2008 - Democrați                           | Carolina de Sud            | Democrați: 45 delegați Republicani: 24 delegați   | 1. Barack Obama (55%) 25 2. Hillary Clinton (27%) 12 3. John Edwards (18%) 8 4. Dennis Kucinich (0%) 0                     | 1. John McCain (33%) 19 2. Mike Huckabee (30%) 5 3. Fred Thompson (16%) 0 4. Mitt Romney (15%) 0 5. Ron Paul (4%) 0 6. Rudolph Giuliani (2%) 0 7. Duncan Hunter (0%) 0  |
| 29 ianuarie 2008                                                                      | Florida                    | Democrați: 0 delegați Republicani: 57 delegați    | 1. Hillary Clinton (50%) 0 2. Barack Obama (33%) 0 3. John Edwards (14%) 0 4. Dennis Kucinich (1%) 0                       | 1. John McCain (36%) 57 2. Mitt Romney (31%) 0 3. Rudolph Giuliani (15%) 0 4. Mike Huckabee (14%) 0 5. Ron Paul (3%) 0 6. Fred Thompson (1 %) 0 7. Duncan Hunter (0%) 0 |
| 1-3 februarie 2008 - Republicani 10 februarie 2008 - Democrați                        | Maine                      | Democrați: 34 delegați Republicani: 18 delegați   | | 1. Mitt Romney (52%) 18 2. John McCain (21%) 0 3. Ron Paul (19%) 0 4. Mike Huckabee (6%) 0 5. Unentschieden (2%) 0                                                      |
| 5 februarie 2008                                                                      | Alabama                    | Democrați: 52 delegați Republicani: 45 delegați   | 1. Barack Obama (56%) 27 2. Hillary Clinton (42%) 25 3. John Edwards (1%) 0                                                | 1. Mike Huckabee (41%) 20 2. John McCain (38%) 16 3. Mitt Romney (18%) 4. Ron Paul (3%)                                                                                 |
| 5 februarie 2008                                                                      | Alaska                     | Democrați: 13 delegați Republicani: 26 delegați   | 1. Barack Obama (74%) 9 2. Hillary Clinton (25%) 4                                                                         | 1. Mitt Romney (44%) 12 2. Mike Huckabee (22%) 6 3. Ron Paul (17%) 5 4. John McCain (15%) 3                                                                             |
| 5 februarie 2008                                                                      | Arizona                    | Democrați: 56 delegați Republicani: 53 delegați   | 1. Hillary Clinton (50%) 31 2. Barack Obama (42%) 25 3. John Edwards (5%) 0                                                | 1. John McCain (47%) 53 2. Mitt Romney (34%) 3. Mike Huckabee (9%) 4. Ron Paul (5%) 5. Rudy Giuliani (3%)                                                               |
| 5 februarie 2008                                                                      | Arkansas                   | Democrați: 35 delegați Republicani: 31 delegați   | 1. Hillary Clinton (70%) 27 2. Barack Obama (26%) 8 3. John Edwards (2%) 0                                                 | 1. Mike Huckabee (61%) 25 2. John McCain (20%) 0 3. Mitt Romney (13%) 0 4. Ron Paul (5%) 5. Uncommited (1%) 0                                                           |
| 5 februarie 2008                                                                      | California                 | Democrați: 370 delegați Republicani: 170 delegați | 1. Hillary Clinton (52%) 207 2. Barack Obama (43%) 163 3. John Edwards (4%) 0                                              | 1. John McCain (43%) 116 2. Mitt Romney (35%) 3 3. Mike Huckabee (12%) 4. Rudy Giuliani (5%) 5. Ron Paul (4%)                                                           |
| 5 februarie 2008                                                                      | Colorado                   | Democrați: 55 delegați Republicani: 43 delegați   | 1. Barack Obama (67%) 13 2. Hillary Clinton (32%) 6 3. Uncommitted (1%) 0                                                  | 1. Mitt Romney (60%) 22 2. John McCain (19%) 3. Mike Huckabee (13%) 4. Ron Paul (8%)                                                                                    |
| 5 februarie 2008                                                                      | Connecticut                | Democrați: 48 delegați Republicani: 27 delegați   | 1. Barack Obama (51%) 26 2. Hillary Clinton (47%) 22 3. John Edwards (1%) 0                                                | 1. John McCain (52%) 27 2. Mitt Romney (33%) 3. Mike Huckabee (7%) 4. Ron Paul (4%) 5. Nicht entschieden (2%) 6. Rudy Giuliani (2%)                                     |
| 5 februarie 2008                                                                      | Dakota de Nord             | Democrați: 13 delegați Republicani: 26 delegați   | 1. Barack Obama (62%) 8 2. Hillary Clinton (37%) 5 3. John Edwards (2%) 0                                                  | 1. Mitt Romney (36%) 9 2. John McCain (23%) 6 3. Ron Paul (21%) 6 4. Mike Huckabee (20%) 5                                                                              |
| 5 februarie 2008                                                                      | Delaware                   | Democrați: 15 delegați Republicani: 18 delegați   | 1. Barack Obama (53%) 9 2. Hillary Clinton (42%) 6 3. Joe Biden (3%) 0 4. John Edwards (1%) 0                              | 1. John McCain (45%) 18 2. Mitt Romney (33%) 3. Mike Huckabee (15%) 4. Ron Paul (4%) 5. Rudolph Giuliani (3%)                                                           |
| 5 februarie 2008                                                                      | Georgia                    | Democrați: 87 delegați Republicani: 69 delegați   | 1. Barack Obama (66%) 61 2. Hillary Clinton (31%) 26 3. John Edwards (2%) 0                                                | 1. Mike Huckabee (34%) 45 2. John McCain (32%) 3 3. Mitt Romney (30%) 4. Ron Paul (3%) 5. Rudolph Giuliani (1%)                                                         |
| 5 februarie 2008 - Democrați 27 mai 2008 - Republicani                                | Idaho                      | Democrați: 18 delegați Republicani: 29 delegați   | 1. Barack Obama (80%) 15 2. Hillary Clinton (17%) 3 3. John Edwards (1%) 0                                                 | |
| 5 februarie 2008                                                                      | Illinois                   | Democrați: 153 delegați Republicani: 57 delegați  | 1. Barack Obama (65%) 104 2. Hillary Clinton (33%) 49 3. John Edwards (2%) 0                                               | 1. John McCain (48%) 54 2. Mitt Romney (29%) 3 3. Mike Huckabee (17%) 4. Ron Paul (5%) 5. Rudy Giuliani (1%)                                                            |
| 5 februarie 2008 - Democrați 9 februarie 2008 - Republicani                           | Kansas                     | Democrați: 32 delegați Republicani: 36 delegați   | 1. Barack Obama (74%) 23 2. Hillary Clinton (26%) 9                                                                        | 1. Mike Huckabee (60%) 33 2. John McCain (24%) 0 |
| 5 februarie 2008                                                                      | Massachusetts              | Democrați: 93 delegați Republicani: 40 delegați   | 1. Hillary Clinton (57%) 55 2. Barack Obama (41%) 38 3. John Edwards (2%) 0                                                | 1. Mitt Romney (52%) 22 2. John McCain (41%) 18 3. Mike Huckabee (4%) 0 4. Ron Paul (3%) 0 5. Rudy Giuliani (1%) 0                                                      |
| 5 februarie 2008                                                                      | Minnesota                  | Democrați: 72 delegați Republicani: 38 delegați   | 1. Barack Obama (66%) 48 2. Hillary Clinton (32%) 24 3. Uncommitted (1%)                                                   | 1. Mitt Romney (41%) 38 2. John McCain (22%) 3. Mike Huckabee (20%) 4. Ron Paul (16%)                                                                                   |
| 5 februarie 2008                                                                      | Missouri                   | Democrați: 72 delegați Republicani: 58 delegați   | 1. Barack Obama (49%) 36 2. Hillary Clinton (48%) 36 3. John Edwards (2%) 0                                                | 1. John McCain (33%) 58 2. Mike Huckabee (32%) 0 3. Mitt Romney (29%) 0 4. Ron Paul (4%) 0 5. Rudolph Giuliani (1%) 0                                                   |
| 5 februarie 2008 - Republicani 3 iunie 2008 - Democrați                               | Montana                    | Democrați: 24 degați Republicani: 25 degați       | | 1. Mitt Romney (38%) 25 2. Ron Paul (25%) 0 3. John McCain (22%) 0 4. Mike Huckabee (15%) 0                                                                             |
| 5 februarie 2008                                                                      | New Jersey                 | Democrați: 107 delegați Republicani: 52 delegați  | 1. Hillary Clinton (54%) 59 2. Barack Obama (44%) 48 3. John Edwards (1%) 0                                                | 1. John McCain (55%) 52 2. Mitt Romney (28%) 3. Mike Huckabee (8%) 4. Ron Paul (5%) 5. Rudy Giuliani (3%)                                                               |
| 5 februarie 2008 - Democrați 3 iunie 2008 - Republicani                               | New Mexico                 | Democrați: 26 delegați Republicani: 29 delegați   | 1. Hillary Clinton (49%) 14 2. Barack Obama (48%) 12 3. John Edwards (2%) 0 4. Bill Richardson (1%) 0                      | |
| 5 februarie 2008                                                                      | New York                   | Democrați: 232 delegați Republicani: 87 delegați  | 1. Hillary Clinton (58%) 127 2. Barack Obama (41%) 87 3. John Edwards (1%) 0                                               | 1. John McCain (51%) 87 2. Mitt Romney (28%) 3. Mike Huckabee (11%) 4. Ron Paul (7%) 5. Rudy Giuliani (3%)                                                              |
| 5 februarie 2008                                                                      | Oklahoma                   | Democrați: 38 delegați Republicani: 38 delegați   | 1. Hillary Clinton (57%) 24 2. Barack Obama (32%) 14 3. John Edwards (11%) 0                                               | 1. John McCain (37%) 32 2. Mike Huckabee (33%) 6 3. Mitt Romney (25%) 0 4. Ron Paul (3%) 0 5. Rudolph Giuliani (1%) 0                                                   |
| 5 februarie 2008 - Democrați 1 martie 2008 - Republicani                              | Samoa americană            | Democrați: 3 delegați Republicani: 6 delegați     | 1. Hillary Clinton (57%) 2 2. Barack Obama (43%) 1 3. Mike Gravel (0.35%) 0                                                | |
| 5 februarie 2008                                                                      | Tennessee                  | Democrați: 68 delegați Republicani: 52 delegați   | 1. Hillary Clinton (54%) 40 2. Barack Obama (41%) 28 3. John Edwards (5%) 0 4. Uncommitted (1%)                            | 1. Mike Huckabee (34%) 25 2. John McCain (32%) 19 3. Mitt Romney (24%) 8 4. Ron Paul (6%) 0 5. Fred Thompson (3%) 0 6. Rudy Giuliani (1%) 0                             |
| 5 februarie 2008                                                                      | Utah                       | Democrați: 23 delegați Republicani: 36 delegați   | 1. Barack Obama (57%) 14 2. Hillary Clinton (39%) 9 3. John Edwards (3%)                                                   | 1. Mitt Romney (90%) 36 2. John McCain (5%) 3. Ron Paul (3%) 4. Mike Huckabee (2%)                                                                                      |
| 5 februarie 2008 și 13 mai - Republicani 13 mai 2008 - Democrați                      | Virginia de Vest           | Democrați: 39 delegați Republicani: 27 delegați   | | 1. Mike Huckabee (52%) 18 2. Mitt Romney (47%) 3. John McCain (1%) |
| 9 februarie 2008 - Democrați 23 februarie 2008 - Republicani                          | Insulele Virgine Americane | Democrați: 9 delegați Republicani: 6 delegați     | | |
| 9 februarie 2008                                                                      | Louisiana                  | Democrați: 56 delegați Republicani: 44 delegați   | 1. Barack Obama (62%) 34 2. Hillary Clinton (38%) 22                                                                       | 1. Mike Huckabee (45%) 2. John McCain (43%) 3. Mitt Romney (7%) 4. Ron Paul (6%)                                                                                        |
| 9 februarie 2008 – Democrați 13 mai 2008 – Republicani                                | Nebraska                   | Democrați: 31 delegați Republicani: 30 delegați   | | |
| 9 februarie și 17 mai 2008 – Democrați 9 februarie și 19 februarie 2008 – Republicani | Washington                 | Democrați: 97 delegați Republicani: 37 delegați   | 1. Barack Obama (76%) 12 2. Hillary Clinton (24%) 3                                                                        | |
| 12 februarie 2008                                                                     | Maryland                   | Democrați: 70 delegați Republicani: 37 delegați   | 1. Barack Obama (60%) 43 2. Hillary Clinton (36%) 27 3. John Edwards (1%) 0                                                | 1. John McCain (55%) 37 2. Mike Huckabee (29%) 0 3. Mitt Romney (7%) 0 4. Ron Paul (6%) 0 5. Rudy Giuliani (1%) 0                                                       |
| 12 februarie 2008                                                                     | Washington D. C.           | Democrați: 15 delegați Republicani: 16 delegați   | 1. Barack Obama (76%) 12 2. Hillary Clinton (24%) 3                                                                        | 1. John McCain (69%) 16 2. Mike Huckabee (17%) 0 3. Ron Paul (8%) 0 4. Mitt Romney (6%) 0                                                                               |
| 12 februarie 2008                                                                     | Virginia                   | Democrați: 101 delegați Republicani: 60 delegați  | | |
| 3 mai 2008 - Democrați 16 februarie 2008 - Republicani                                | Guam                       | Democrați: 9 delegați Republicani: 6 delegați     | | |
| 19 februarie 2008                                                                     | Hawaii                     | Democrați: 29 delegați Republicani: 17 delegați   | | |
| 19 februarie 2008                                                                     | Wisconsin                  | Democrați: 92 delegați Republicani: 40 delegați   | | |
| 1 iunie 2008 - Democrați 24 februarie 2008 - Republicani                              | Puerto Rico                | Democrați: 63 delegați Republicani: 20 delegați   | | |
| 4 martie 2008                                                                         | Ohio                       | Democrați: 161 delegați Republicani: 85 delegați  | | |
| 4 martie 2008                                                                         | Rhode Island               | Democrați: 32 delegați Republicani: 17 delegați   | | |
| 4 martie 2008                                                                         | Texas                      | Democrați: 228 delegați Republicani: 137 delegați | | |
| 4 martie 2008                                                                         | Vermont                    | Democrați: 23 delegați Republicani: 14 delegați   | | |
| 9 martie 2008                                                                         | Insulele Mariane de Nord   | Democrați: Republicani: 6 delegați                | | |
| 11 martie 2008                                                                        | Mississippi                | Democrați: 40 delegați Republicani: 36 delegați   | | |
| 22 aprilie 2008                                                                       | Pennsylvania               | Democrați: 188 delegați Republicani: 71 delegați  | | |
| 6 mai 2008                                                                            | Carolina de Nord           | Democrați: 134 delegați Republicani: 66 delegați  | | |
| 6 mai 2008                                                                            | Indiana                    | Democrați: 84 delegați Republicani: 54 delegați   | | |
| 20 mai 2008                                                                           | Kentucky                   | Democrați: 60 delegați Republicani: 42 delegați   | | |
| 20 mai 2008                                                                           | Oregon                     | Democrați: 65 delegați Republicani: 27 delegați   | | |
| 3 iunie 2008                                                                          | Dakota de Sud              | Democrați: 23 delegați Republicani: 24 delegați   | | |

## Alegeri după stat
| Democrați: |  | Republicani: |
| ---------- |  | ------------ |